# James, Earl of Wessex

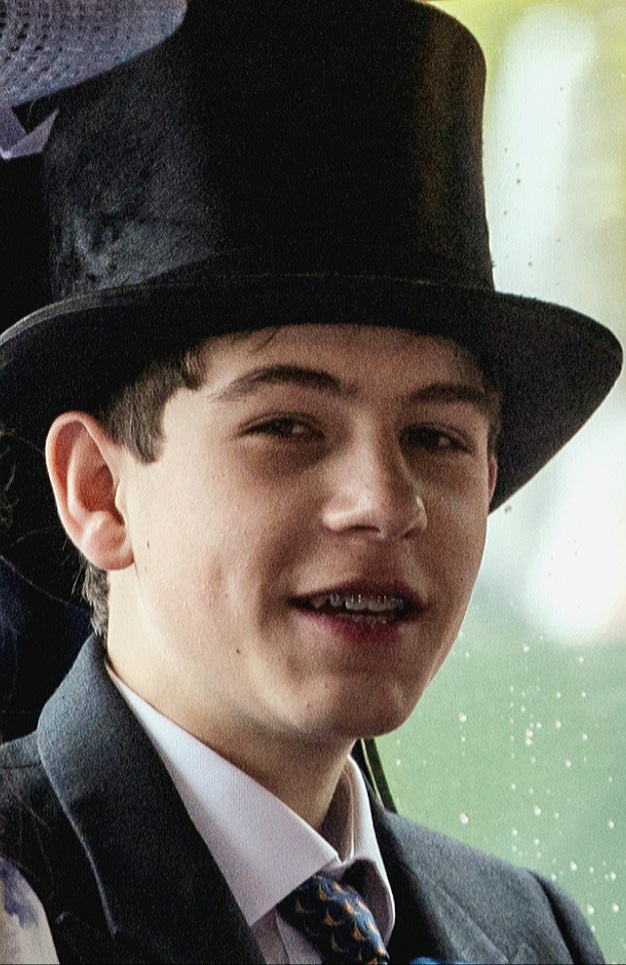
James, bei der Krönung von Charles III. 2023

James Alexander Philip Theo Mountbatten-Windsor, Earl of Wessex (* 17. Dezember 2007 in Frimley, Surrey), ist als Neffe des britischen Königs Charles III. ein Mitglied der britischen Königsfamilie.
Nach seinem Vater steht er aktuell auf Platz 16 der britischen Thronfolge.

## Leben
James ist der jüngste Enkel von Königin Elisabeth II. und das zweite Kind und einziger Sohn von Prince Edward, Duke of Edinburgh, und Sophie, Duchess of Edinburgh.
Er wurde am 19. April 2008 in einer Kapelle auf Schloss Windsor getauft. Die Taufpaten sind Alistair Bruce, Duncan Bullivant, Thomas Hill, Denise Poulton und Jeanye Irwin.
Von 2011 bis 2021 besuchte er die Eagle House School in Sandhurst, Berkshire, seither das Radley College in der Nähe von Abingdon-on-Thames, Oxfordshire.

## Titulatur
Gemäß einem noch geltenden Letters Patent von König Georg V. aus dem Jahr 1917 wäre James als Kind des Sohnes eines Monarchen berechtigt, die Prädikate His Royal Highness und Prince zu führen. Wie Königin Elisabeth II. aber bereits anlässlich der Hochzeit seiner Eltern bekannt geben ließ, führte er auf Wunsch seiner Eltern lediglich den ihm als Heir apparent des Earl of Wessex (damals höchster Titel seines Vaters) zustehenden Höflichkeitstitel Viscount Severn (dem damals nächsten nachgeordneten Titel seines Vaters). 2020 erklärte seine Mutter, damals die Countess of Wessex, James könne, wenn er volljährig sei, selbst entscheiden, ob er die höherrangigen königlichen Prädikate führen wolle.
Seitdem sein Vater am 10. März 2023 den Titel Duke of Edinburgh erhalten hat, führt James dessen nunmehr nachgeordneten Titel Earl of Wessex als Höflichkeitstitel. Da seinem Vater das Dukedom jedoch ausdrücklich als nicht-erblicher Titel (Life Peerage) verliehen wurde, wird James dieses beim Tod seines Vaters nicht erben, sondern nur dessen erbliche Titel als Earl of Wessex, Earl of Forfar und Viscount Severn.